# Honnamana Kere
 (août 2025).
Si vous disposez d'ouvrages ou d'articles de référence ou si vous connaissez des sites web de qualité traitant du thème abordé ici, merci de compléter l'article en donnant les références utiles à sa vérifiabilité et en les liant à la section « Notes et références ».
Honnamana Kere (en kannada, ಹೊನ್ನಮ್ಮನ ಕೆರೆ) est un lac naturel situé dans le district de Kodagu, dans l’État du Karnataka, en Inde. Il se trouve à environ 6 km de la ville de Somwarpet et à environ 45 km de Madikeri, la capitale du district.  
Le lac est considéré comme le plus grand plan d’eau naturel de la région de Kodagu. Il est entouré de collines verdoyantes et de plantations de café. Un temple dédié à Honnamana, figure féminine de la tradition locale, se trouve sur ses rives.  

## Histoire et légende
Selon la tradition orale locale, Honnamana aurait vécu à une époque ancienne et se serait sacrifiée pour protéger et assurer la prospérité de sa communauté. Touchés par cet acte, les habitants auraient donné son nom au lac formé à proximité du lieu du sacrifice et érigé un temple en son honneur. Ce récit fait partie intégrante du folklore de Kodagu.  
Chaque année, lors de la fête de Gowri Habba, les fidèles se rassemblent au temple pour effectuer des prières et des offrandes en mémoire de Honnamana.  

## Tourisme
Honnamana Kere est une destination touristique régionale, prisée pour ses paysages et son environnement naturel préservé. Les visiteurs viennent y pratiquer le pique-nique, la randonnée légère et l’observation de la nature.  
Le site est particulièrement apprécié des amateurs de photographie pour ses panoramas sur les plantations de café et les collines environnantes. Son accès est facilité par une route reliant Somwarpet au lac.  